# Кроасан
Кроасан (фр. croissant — полумјесец) је француско пециво направљено од лиснатог тијеста. Према предању, кроасан је настао у Аустрији за вријеме османске опсаде Беча 1683. године. Како су пекари ујутро у граду први устајали, примијетили су да Османлије организују напад и алармирали су град. Тако су увелико допринијели одбрани и спашавању Беча. У знак сјећања на тај догађај направили су кроасан и обликовали га, према турском симболу, као полумјесец.
У Француској је кроасан постао познат захваљујући супрузи Луја XVI, Марији Антоанети, кћери аустријске царице Марије Терезије. То аустријско пециво су Французи због његова облика преименовали у Croissant de lune. Као и бриош, данас кроасан спада међу класичне састојке француског доручка. Кроасан је, за разлику од бриоша, ипак постао много популарнији и раширенији.  Кроасан се данас спрема у различитим варијацијама, препечен са сиром, пуњен са шунком, чоколадом или љешњаком.